# 洞雲寺 (豊島区)
洞雲寺（とううんじ）は、東京都豊島区にある黄檗宗の寺院。

## 概要
1697年（元禄10年）、独湛性瑩によって開山された。元々は現在の文京区関口に位置していたが、1914年（大正4年）に現在地に移転した。
関口時代は水神社の別当寺であり、その近くにあった龍隠庵（関口芭蕉庵）も当寺が管理していた。そういう経緯から、松尾芭蕉の供養碑や芭蕉門下の各務支考に始まる美濃派の師の位牌などがある。

## 墓所
- 森枳園（医師）
- 白翁和尚（廃寺「泰雲寺」開山）

## 交通アクセス
- 要町駅より徒歩3分。